# Biệt hiệu thể thao
Biệt hiệu thể thao (tiếng Anh: athletic nickname) hay Biệt danh thể thao (tiếng Anh: athletic moniker) của một trường đại học hoặc cao đẳng ở Hoa Kỳ là tên được tổ chức đó sử dụng chính thức hoặc phi chính thức cho các đội thể thao của trường. Ngoài ra, nó cũng được sử dụng để chỉ những người có liên quan đến trường, đặc biệt là các sinh viên, cựu sinh viên, giảng viên, và nhân viên quản trị trường. Trên thực tế, các trường trung học phổ thông và thậm chí cả cấp tiểu học cũng bắt đầu sử dụng biệt danh thể thao để nói đến sinh viên của trường.
Thông thường, biệt danh được tạo ra bằng cách chọn một khái niệm trừu tượng để truyền cảm hứng cho sinh viên và vận động viên của mình trong và ngoài sân đạt được thành công. Ví dụ: Cornell Big Red, Stanford Cardinal, UIC Flames, Tulane Green Wave, Georgetown Hoyas.
Các trường cũng có thể chọn một con vật, thường là linh vật, để làm biệt hiệu. Ví dụ: Michigan Wolverines (Chó sói Michigan), Oregon Ducks (Vịt Oregon), Princeton Tigers (Hổ Princeton), Iowa Hawkeyes, California Golden Bears, Minnesota Golden Gophers, Texas Longhorns.